# Kazimierz Donat
Kazimierz Donat (ur. 1 listopada 1884 w Ostrzeszowie, zm. 9 sierpnia 1951 w Poznaniu) – przedsiębiorczy kupiec, przemysłowiec, działacz społeczny, organizator, mecenas kultury.

## Życie rodzinne
Był synem Józefa i Teodozji z domu Boruckiej. Miał dwóch braci i dwie siostry. Obaj bracia, ks. Jan Donat (1877–1934) oraz lekarz internista Zygmunt Donat (1891–1970) wymienieni są w materiałach PTPN „Wybitni Wielkopolanie”. Młodsza siostra Maria (1881–1965) była żoną Ignacego Niedbała, przemysłowca, vice prezesa Związku Fabrykantów w Poznaniu.
Starsza siostra Zofia (1879–1947) była żoną Antoniego Jabłońskiego, kupca, właściciela firmy „AJA”. Kazimierz Donat ożenił się z Marią Piechocka, śpiewaczką, która ukończyła szkołę śpiewu solowego prof. Marii Heleny Miączyńskiej i koncertowała. W małżeństwie tym urodziły się trzy córki: Teodozja – dr medycyny, foniatra, wykładowca w dawnej PWSM w Poznaniu, Zdzisława – wybitna śpiewaczka koloraturowa, prof. AMUZ w Krakowie i UMFC w Warszawie oraz Kinga – dr psycholog i muzykoterapeuta, adiunkt UG w Gdańsku.

## Dzieciństwo i młodość
Rodzice Kazimierza Donata byli nauczycielami w szkole katolickiej przy dawnym klasztorze pobernardyńskim w Ostrzeszowie. Po ukończeniu szkoły Kazimierz Donat podjął praktyczną naukę zawodu kupieckiego. Jako uczeń pracował w branży drogeryjno-chemicznej u A. Antoszkiewicza w Krotoszynie (1901–1904), u Czesława Nagórskiego w Zakładach Chemiczno-Drogeryjnych „Ergasta” w Starogardzie oraz w drogerii Hugo Claass w Toruniu. W latach 1905/6–1910 pracował na Górnym Śląsku u Karola Świerczenny w Gliwicach oraz w firmie drogeryjnej Eugeniusza Starka w Katowicach. Mając 26 lat, udał się do Berlina, gdzie odbył dwuletni kurs w branży fotograficznej w Wyższej Szkole Handlowej (Freie Handels Hochschule). Pracował w firmie Kodak Gesellschaft m.b.H. w Berlinie, uzyskując w drodze awansu stanowisko kierownika. Tuż przed I wojną światową pracował jako przedstawiciel Fabryki Papierosów „Josetti” w Berlinie oraz w jej filiach w Kilonii i Hamburgu. W czasie I wojny światowej służył w wojsku jako rezerwista batalionu zapasowego 59 pułku piechoty, 2 kompanii w Eylau, w pruskiej Iławie. Jako inwalida pobierał wojskową rentę inwalidzką w okresie od 1.09.1916 do 1918.

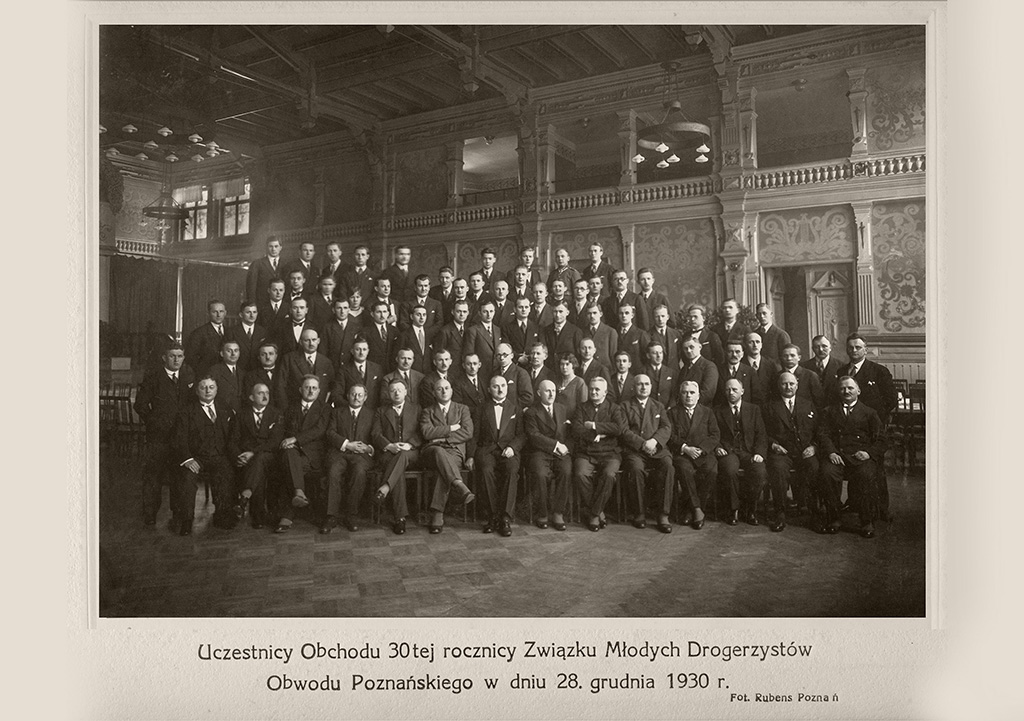
Uczestnicy Obchodu 30tej rocznicy Młodych Drogerzystów Obwodu Poznańskiego w dniu 28 grudnia 1930r.

## Działalność organizacyjna i zawodowa
Kazimierz Donat w swoim życiu wyróżniał się troską o zdrowie fizyczne i formację moralną polskiej młodzieży, a także o rozwój rodzimej przedsiębiorczości, realizując ideały pracy organicznej. W latach 1905–1906 założył Towarzystwo Młodzieży Kupieckiej w Katowicach, które dało początek oddziałom w Bytomiu, Gliwicach, Zabrzu, Mysłowicach. Kiedy zamieszkał w Hamburgu w 1912 również tam założył TMK, zrzeszające młodzież polską. Kolejną formą działalności była praca społeczna w organizacji samopomocowej „Związek Wzajemnej Pomocy” w Katowicach. Praca organizacyjna polegała na wyciąganiu młodzieży polskiej z organizacji niemieckich. To naraziło go na szykany policji niemieckiej i w 1910 zmuszony był opuścić teren Górnego Śląska. Po odzyskaniu niepodległości rozpoczął działalność jako przemysłowiec, założył „Dom Handlowy” w Poznaniu, a następnie stworzył spółkę pod nazwą „Donat i Meller” – Olejarnia w Szamotułach (oleje dla mydeł Firmy „Blask”). Kolejną firmą zarządzaną przez Kazimierza Donata była „Centrala Żarówek”, z zespołem 15 pracowników, przy ul. Fr. Ratajczaka 36. Firmie tej powierzono przedstawicielstwo fabryki baterii i ogniw „Centra” w latach 1930–1939. W latach 30. XX w. był aktywnym członkiem Związku Fabrykantów w Poznaniu. Po wojnie, w 1948 pełnił funkcję prezesa Zrzeszenia Kupców Branży Elektrotechnicznej i Radiowej.

## Działalność sportowa
Innym rodzajem wspierania i krzewienia ducha polskości wśród młodzieży była działalność na rzecz Klubu Sportowego „Warta” w Poznaniu. Klub ten utrzymywany był przez kupiectwo poznańskie, m.in. dotacje na jego utrzymanie i wyjazdy łożył K.Donat. Jako kierownik drużyny piłki nożnej pojechał na rozgrywki do Hagenau i Strasburga, gdzie oba mecze zakończyły się zwycięstwem Polaków, co miało szczególne znaczenie dla emigracji polskiej osiadłej we Francji. Komitet Międzynarodowej wystawy Pasteura w Strasburgu złożył na ręce K. Donata gratulacje i wręczył medale. Oprócz pracy w sekcji piłkarskiej Klubu Warta udzielał się także w sekcji bokserskiej oraz organizował bieg uliczny „Kuriera Poznańskiego” z udziałem znanych biegaczy m.in. Kusocińskiego, kpt. Barana, Szwarca i in. Jako przedstawiciel Warty dwukrotnie był prezesem Poznańskiego Związku Okręgowego Piłki Nożnej w okresie od 17.02.1923 do 4.09.1925 oraz od 26.02.1928 do 7.10.1928.

## Mecenat sztuki
Wspierał działalność polskich artystów pozbawionych środków do życia przebywających w Krakowie podczas okupacji niemieckiej. Troszczył się o zachowanie dorobku kompozytorskiego Feliksa Nowowiejskiego, wspierał finansowo jego rodzinę. Pokrył koszty kopii rękopisów nut m.in. III Symfonii oraz „Róże dla Safo”, organizował tajne koncerty w swoim mieszkaniu, gdzie pianista Kazimierz Nowowiejski akompaniował Marii Donat, śpiewaczce koloraturowej. W 1941 K.Donat zlecił artyście rzeźbiarzowi Edwardowi Hauptowi wykonanie płaskorzeźby, medalionu o średnicy 25 cm głowy Feliksa Nowowiejskiego. Została ona ofiarowana Muzeum Literackiemu H. Sienkiewicza na Starym Rynku w Poznaniu w 1999 roku.

## II wojna światowa i lata powojenne

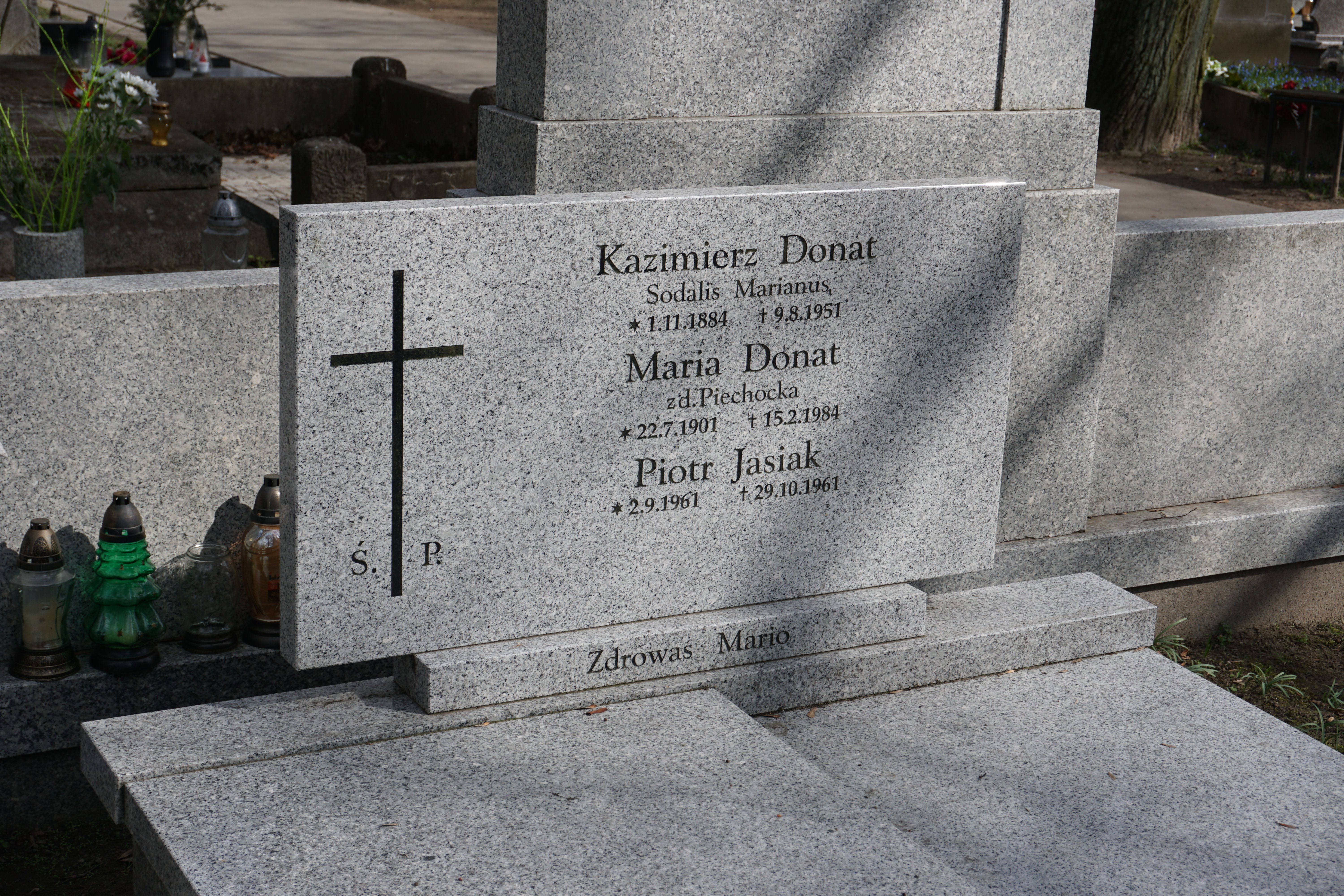
Grób Kazimierza Donata na cmentarzu Jeżyckim w Poznaniu

Po wybuchu II wojny światowej rodzina Kazimierza Donata została wysiedlona do Generalnego Gubernatorstwa, do Krakowa, a mieszkanie i przedsiębiorstwo w Poznaniu zostały skonfiskowane. W nowym miejscu pobytu zatrudnił się jako kierownik handlowy w firmie Bolechała „Światło”. Po zakończeniu II wojny powrócił do Poznania, zakładając hurtownię sprzętu elektrotechnicznego. W 1949 działalność ta została przerwana w związku z represjami wobec prywatnych właścicieli w formie nałożonego tzw. domiaru podatkowego. W trudnej sytuacji materialnej próbował opanować nowy, kolejny zawód rzemieślnika-kaletnika. Zmarł na zawał serca w 1951. Został pochowany na cmentarzu Jeżyckim w Poznaniu (kwatera A-1-118).